# Acacia subternata
Acacia subternata é uma espécie de leguminosa do gênero Acacia, pertencente à família Fabaceae.